# 使用率保險
使用率保險 （英語：Usage-based insurance，簡稱UBI）也稱作開車才付費保險 （英語：Pay As You Drive，簡稱PAYD）或它是一種汽車保險，並且它的保險成本取決於所用車輛的類型、使用的時間與地點、行駛距離和駕駛行為。
使用率保險與傳統保險的不同在於使用率保險試圖辨識且區分出安全的駕駛員，並且給予較低的保費和無理賠獎勵。雖然傳統保險也會依據不同的被保險人特性給予不同的費率，但是它是依據被保險人過去的資料紀錄來判斷的，而不是當前的行為模式。這代表一個要保人若購買傳統保險，它需要花比較長的時間才能夠在保險費率上反應要保人的安全駕駛模式和生活形式。